# Catra Streaming Platform
Die Catra Streaming Platform ist ein Software-Paket, das aus einem quelloffenen Streaming-Server, einer Grafikschnittstelle sowie einer Reihe von Tools zur Verwaltung der MP4-Dateien besteht.

## Architektur und Dienste
Die Architektur basiert auf einer Reihe von 3GPP-Standardprotokollen sowie den Internetprotokollen RTSP, RTP/RTCP und das SDP.
Der Streaming-Server unterstützt den ISMA-Standard und kann jeden Streaming-Client beliefern, der diesen Standard unterstützt (z. B. 3GPP-Player von Philips, MPEG4IP ISMA-Player sowie die meisten Player auf UMTS-Endgeräten). Als Audio-Codecs können AAC, GSM AMR sowie WBAMR, als Video-Codecs MPEG-4 und H.263 eingesetzt werden.
Die proprietären Clients von Microsoft und Real unterstützen diese offenen Standards nicht oder nicht korrekt.